# Martín Perfecto de Cos
Martín Perfecto de Cos (1800-1854) fou un militar mexicà nascut a Veracruz. Arribà a assolit el grau de general i participà en diferents conflictes com la Revolució texana i la Intervenció nord-americana a Mèxic. Liderà l'atac mexicà a la famosa batalla d'El Álamo, que acabà amb victòria mexicana. Mesos després seria fet presoner a la batalla de San Jacinto, juntament amb el President de Mèxic, Antonio López de Santa Anna que era el seu cunyat.